# Micromys
Chuột choắt (Micromys) là một chi động vật có vú trong họ Muridae, bộ Gặm nhấm. Chi này được Dehne miêu tả năm 1841. Loài điển hình của chi này là Micromys agilis Dehne, 1841 .

## Hình ảnh

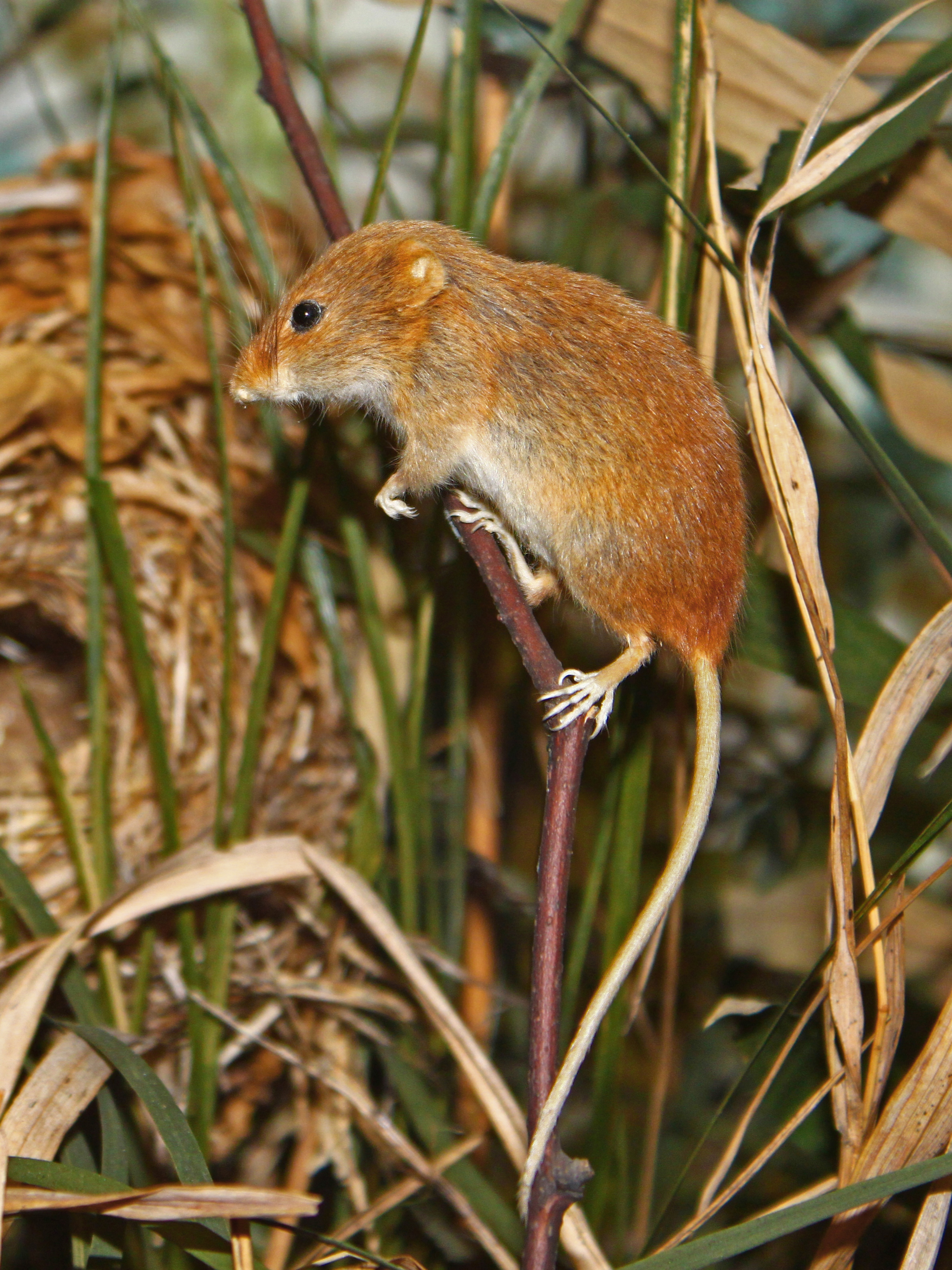

## Các loài
Chi này gồm các loài:
- Micromys erythrotis[3]
- Micromys minutus